# 韦利马莱
韦利马莱（英語：Vellimalai），是印度泰米尔纳德邦甘尼亚古马里县的一个城镇。总人口11758（2001年）。

## 人口
该地2001年总人口11758人，其中男性5842人，女性5916人；0—6岁人口1169人，其中男598人，女571人；识字率78.93%，其中男性为81.89%，女性为76.01%。